# Adrie Bogers
Adrie Bogers (Breda, 4 mei 1965) is een Nederlands oud-profvoetballer. Op drie seizoenen in België na, speelde hij zijn gehele betaaldvoetbalcarrière bij Noord-Brabantse clubs. Nadien werd hij trainer.

## Trainersloopbaan
Bogers was trainer van Jong RKC. In december 2006 werd hij een tijd interim-hoofdtrainer van de Waalwijkse club, na het ontslag uit die functie van Adrie Koster. Hij nam zijn hoogste trainersdiploma in ontvangst op 17 februari 2010, net als oud-internationals Patrick Kluivert, Dennis Bergkamp, Phillip Cocu en Michael Reiziger.
Vanaf 1 januari 2011 was hij assistent-coach bij het Japanse Urawa Red Diamonds. Hij ging mee met de nieuwe coach Željko Petrović. In 2012 werd hij assistent bij NAC Breda. Na het ontslag van trainer John Karelse werd Bogers in oktober 2012 interim-hoofdcoach. Voor het seizoen 2013-2014 werd Bogers aangesteld als trainer bij eerstedivisionist Sparta Rotterdam. Hij volgde interim-trainer Henk ten Cate op. Op 2 december 2013 maakte Wiljan Vloet, de man die hem aanstelde, bekend dat Bogers per direct op non-actief was gesteld. Daarna was Bogers twee jaar assistent-trainer bij Willem II. Bogers werd op 30 juni 2017 assistent-trainer bij N.E.C., om elf dagen later voor een jaar te tekenen als hoofdtrainer. Hij werd in januari 2018 echter weer assistent-trainer toen Pepijn Lijnders werd aangesteld. In het seizoen 2019/20 maakte Bogers deel uit van een driemanschap met Rogier Meijer en François Gesthuizen wat als hoofdtrainerschap fungeerde van de Nijmeegse club. Medio 2020 liep zijn contract af. Vanaf november 2020 is hij assistent-trainer van Ruud Brood bij ADO Den Haag. In oktober 2021 werd hij assistent-trainer onder Jurgen Streppel bij Roda JC Kerkrade. Vanaf januari 2022 werd hij assistent van Željko Petrović bij het Iraaks voetbalelftal. Nadat Petrović begin februari 2022 opstapte, behield Bogers aanvankelijk zijn functie onder diens opvolger Abdul-Ghani Shahad. Toch leidde dit tot een snel vertrek. Medio 2022 werd Bogers assistent-trainer bij FC Twente onder Ron Jans.

## Clubstatistieken
| Seizoen  | Club         | Competitie     | Duels | Goals |
| -------- | ------------ | -------------- | ----- | ----- |
| 1983-'84 | NAC Breda    | Eerste divisie | 1     | 0     |
| 1984-'86 | RKC Waalwijk | Eerste divisie | 65    | 1     |
| 1986-'87 | NAC Breda    | Eerste divisie | 18    | 0     |
| 1987-'88 | RKC Waalwijk | Eerste divisie | 51    | 2     |
| 1988-'90 | RKC Waalwijk | Eredivisie     | 64    | 2     |
| 1990-'92 | KV Mechelen  | Eerste klasse  | 31    | 0     |
| 1992-'96 | Willem II    | Eredivisie     | 119   | 0     |
| 1996-'99 | RKC Waalwijk | Eredivisie     | 70    | 0     |
| 1999-'00 | KFC Turnhout | Tweede klasse  | 28    | 1     |